# ميتش كوبر
ميتش كوبر (بالإنجليزية: Mitch Cooper)‏ (18 سبتمبر 1994 بفانواتو - ) هو لاعب كرة قدم أسترالي في مركز الوسط. شارك مع منتخب أستراليا تحت 17 سنة لكرة القدم. أما مع النوادي، فقد لعب مع غولد كوست يونايتد ونيوكاسل يونايتد جتس وNewcastle Jets FC Youth ‏.

## وصلات خارجية
- ميتش كوبر على موقع الاتحاد الدولي (مؤرشف)  (الإنجليزية)
- ميتش كوبر على موقع قاعدة بيانات كرة القدم.إي يو (الإنجليزية)
- ميتش كوبر على موقع ناشيونال فوتبول تيمز (الإنجليزية)
- ميتش كوبر على موقع Soccerway.com (الإنجليزية)
- ميتش كوبر على موقع عالم كرة القدم.نت (الإنجليزية)